# بویه (شناور)

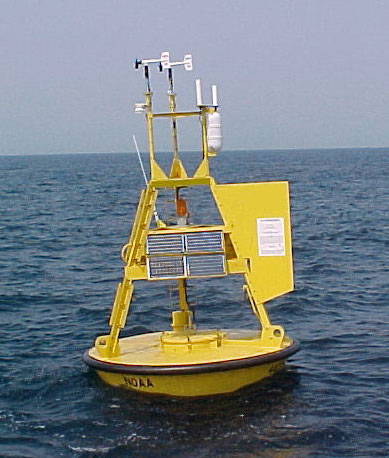
بویه هواشناسی متعلق به سازمان ملی اقیانوسی و جوی

شناوه یا بویه جسم کوچک شناوری است که به کف دریا مهار می‌شود و از آن برای علامت‌گذاری در آبراه‌ها و سواحل به‌منظور هشدار دادن به کشتی‌ها دربارهٔ وجود صخره و سایر موانع زیر آب استفاده می‌شود.
شناوه معمولاً با طناب و لنگری به کف دریا ثابت می‌شود. برخی شناوه‌ها که برای اندازه‌گیری و هواشناسی ساخته می‌شوند ممکن است متحرک باشند.

## نگارخانه

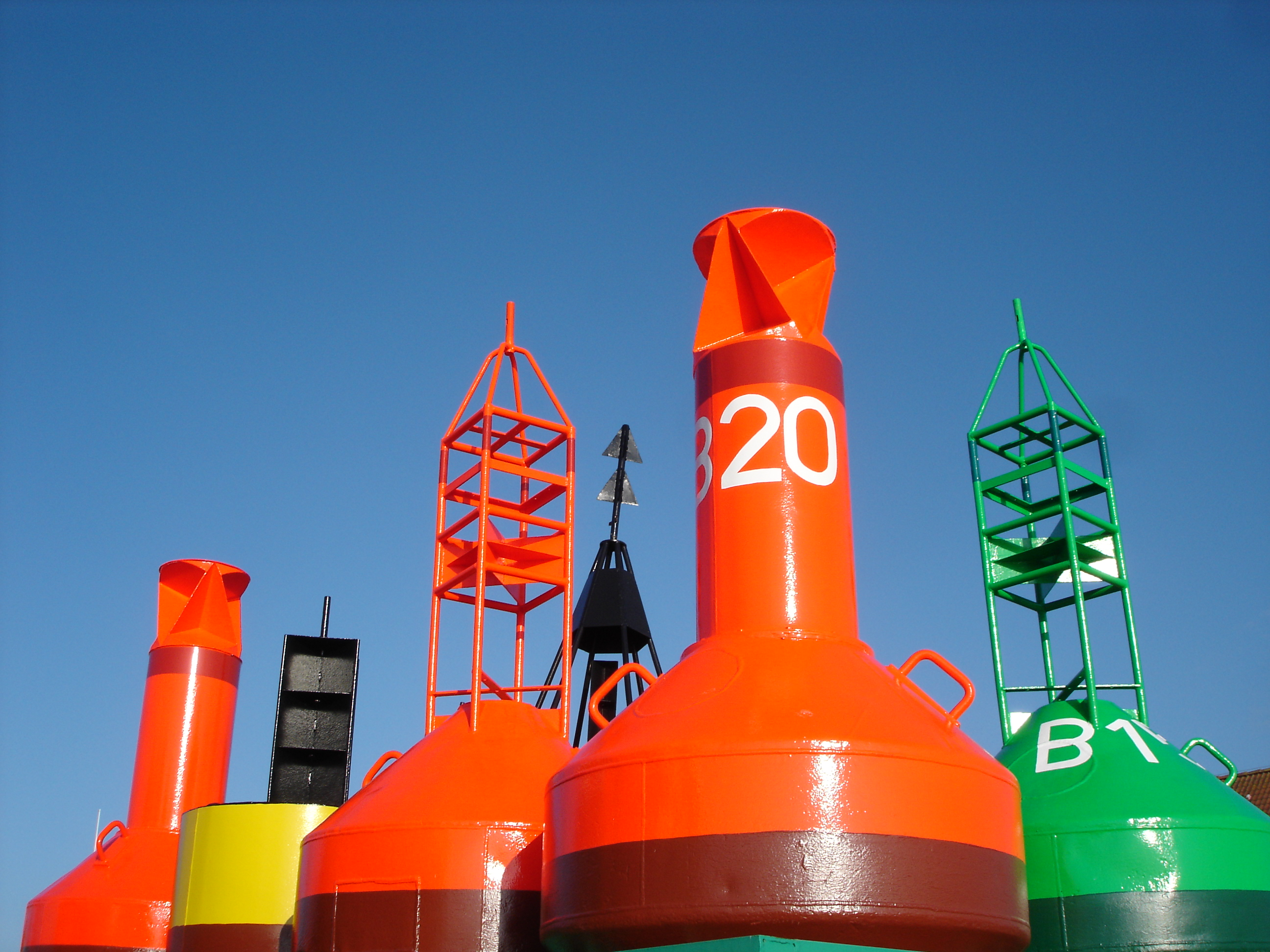
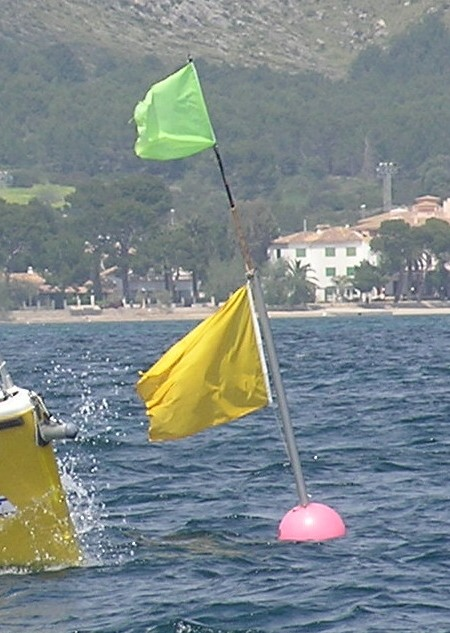
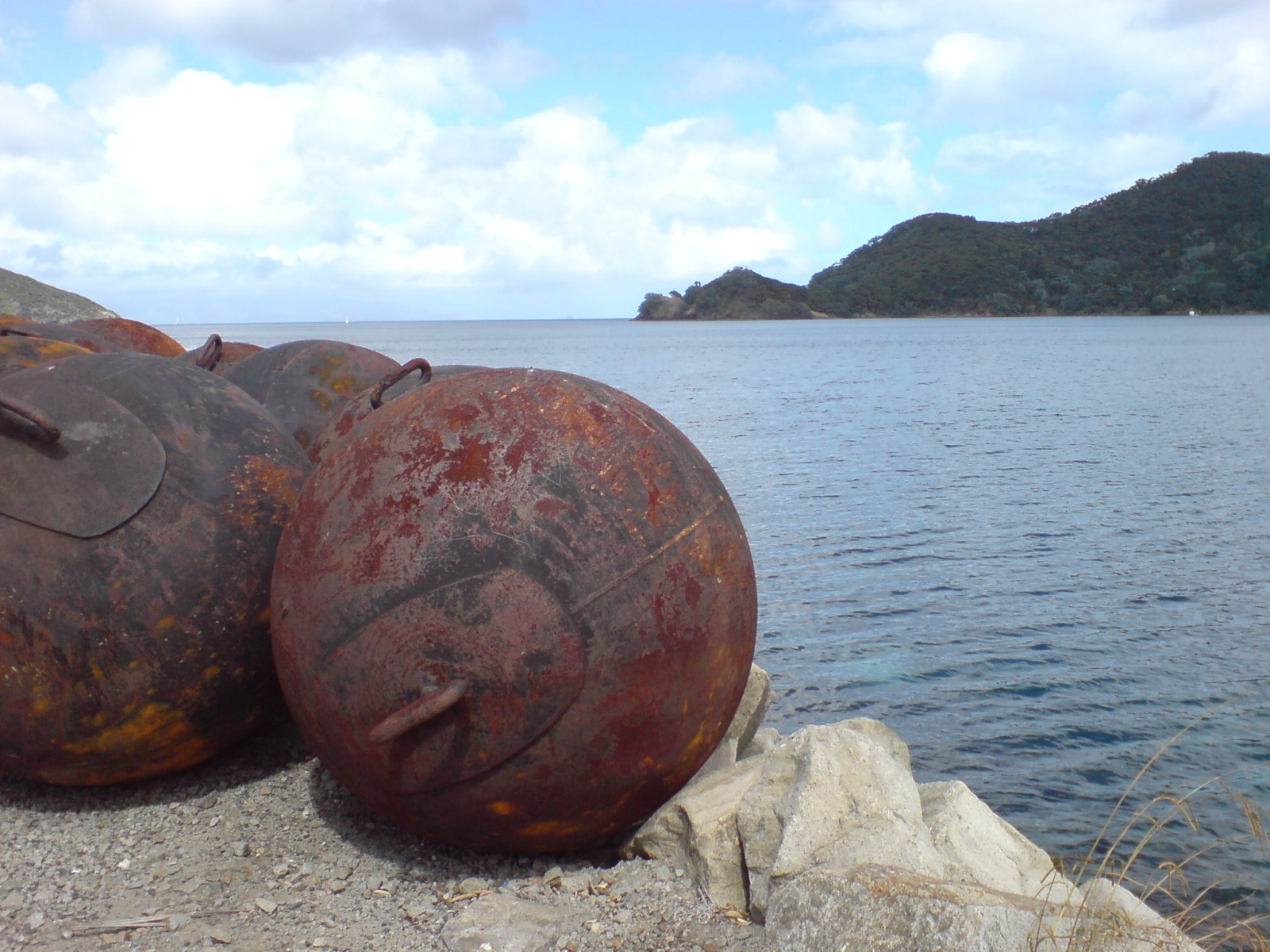
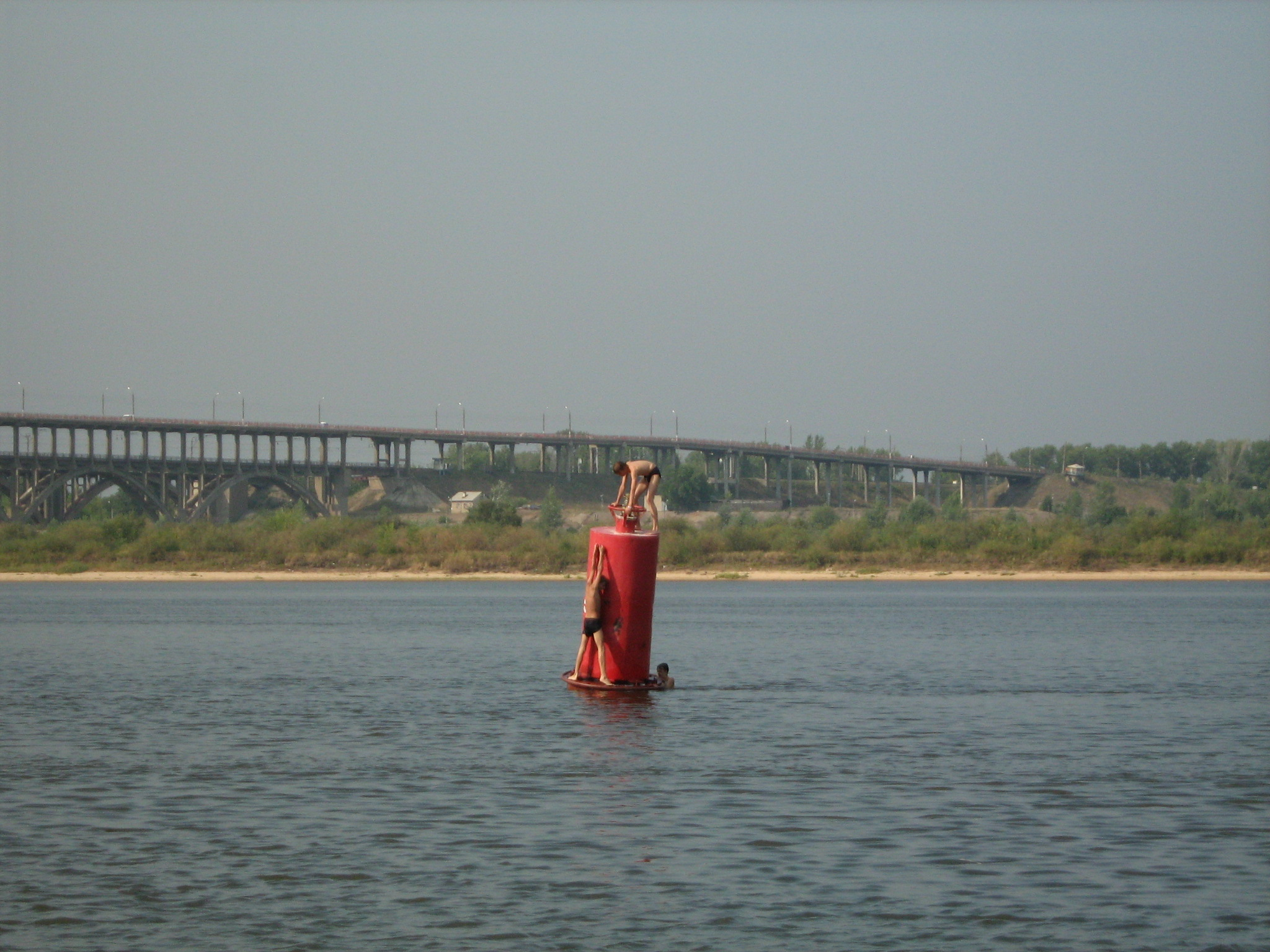
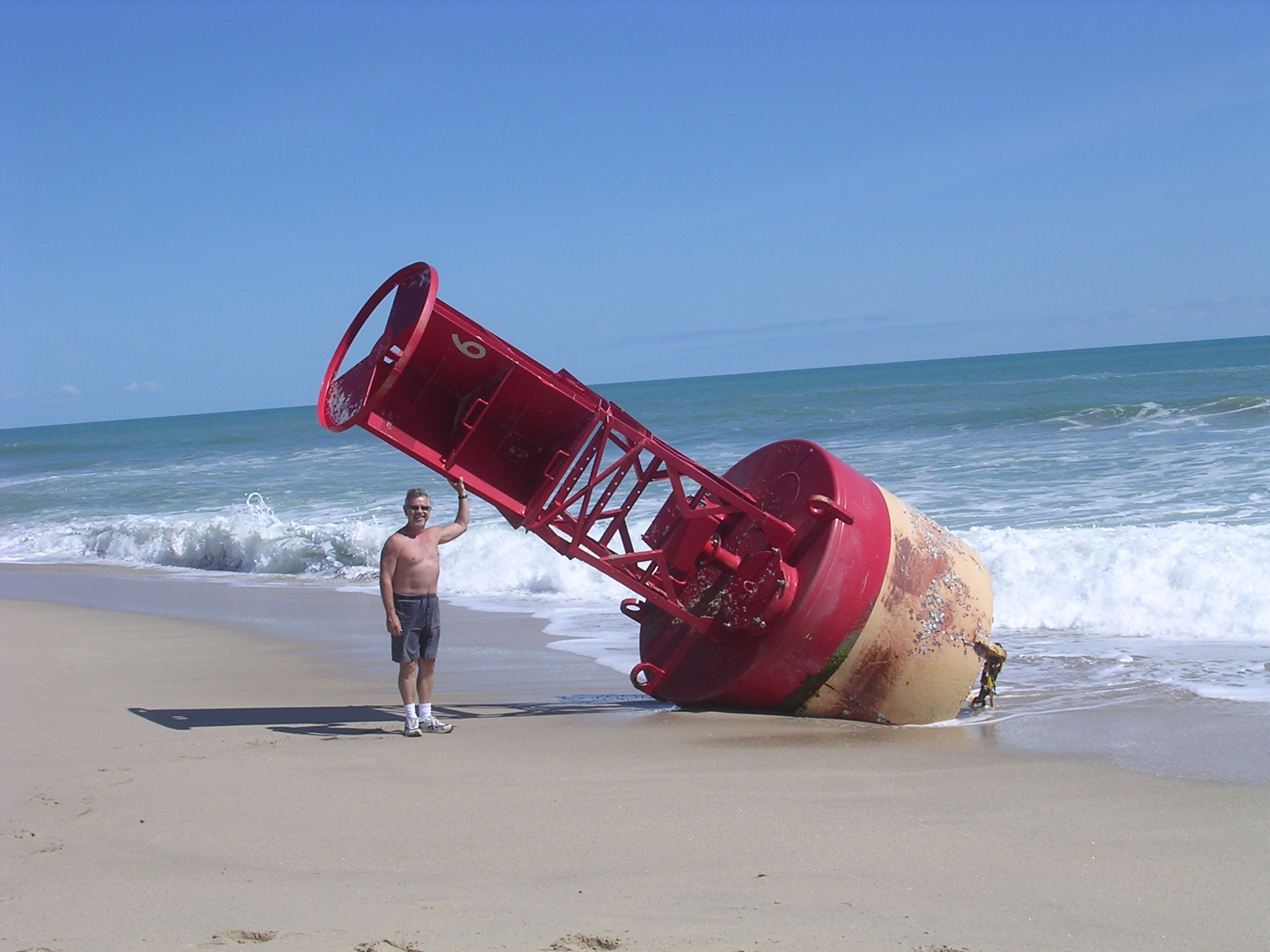
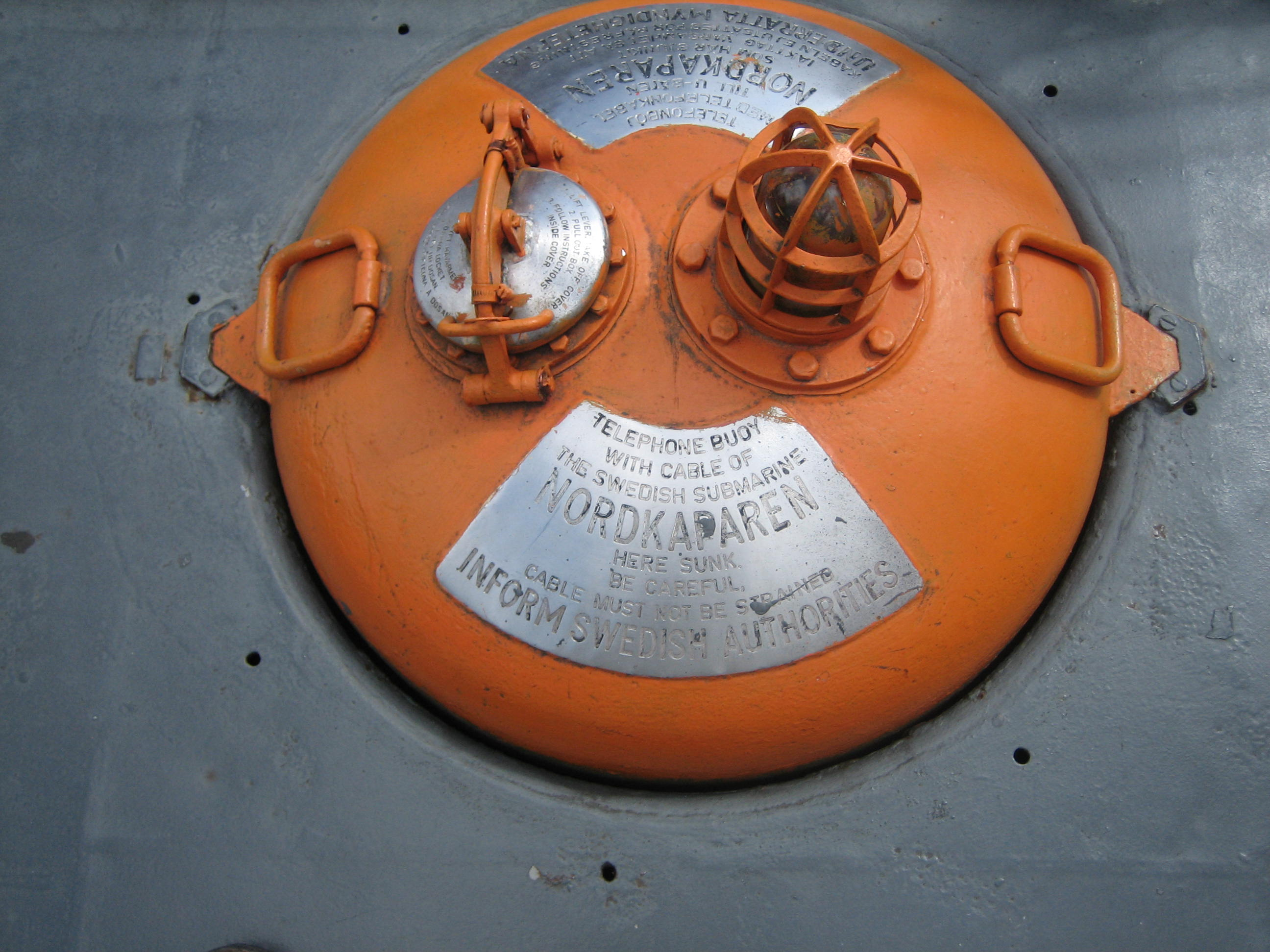
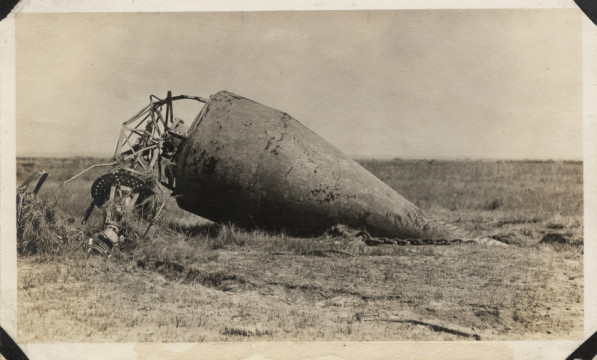

## شناورهای گوناگون
- کشتی (شناور)
- قایق
- بارج
- زیردریایی